# Tamar Park
Tamar Park (添馬公園S) è un parco urbano situato a Hong Kong.
Il parco occupa l'80% dello spazio pubblico del sito Tamar ed è gestito dal dipartimento Servizi ricreativi e culturali del governo di Hong Kong. È situato tra Harcourt Road, Legislative Council Road, Tim Mei Avenue, Tim Wa Avenue e Lung Wo Road.

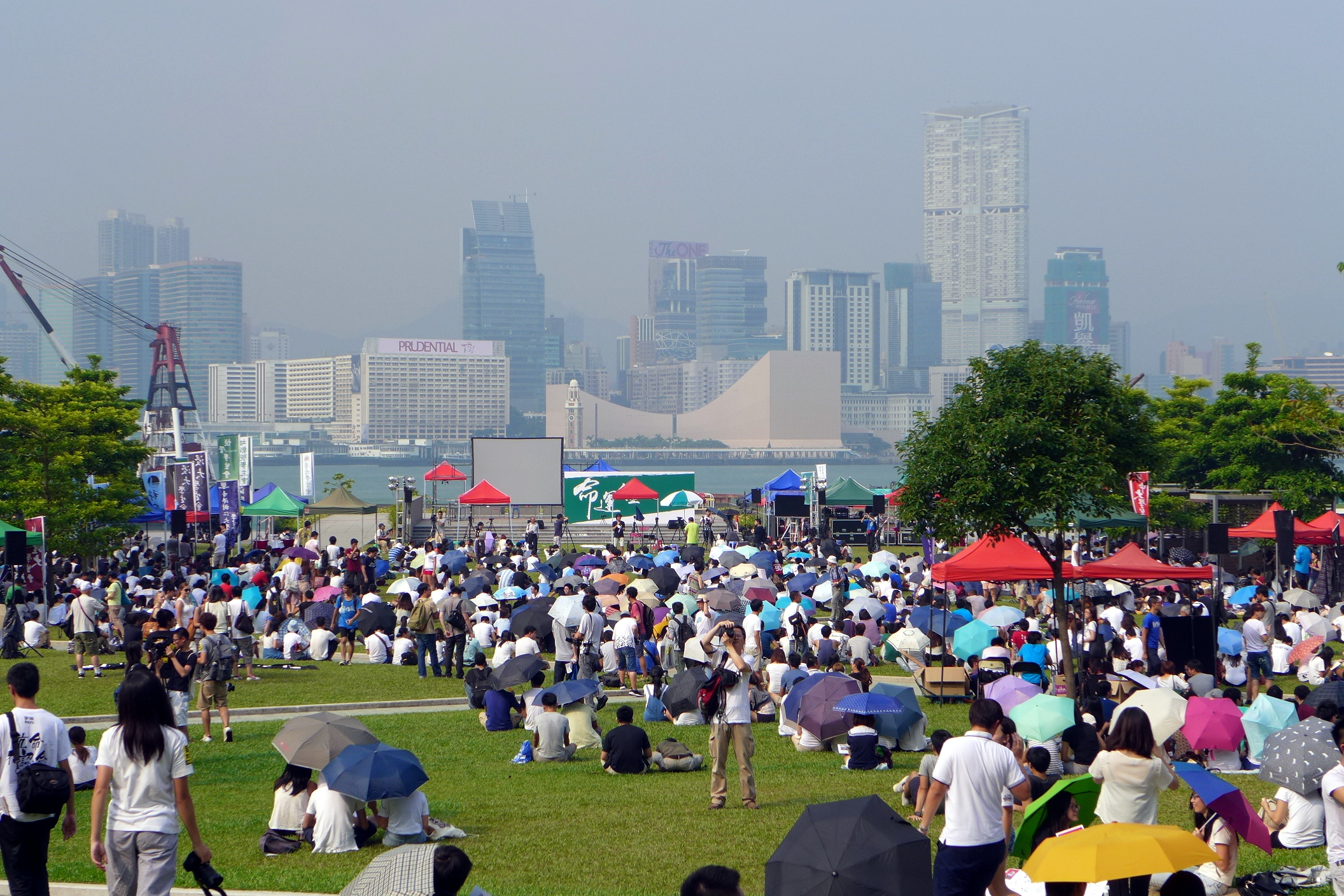
Tamar park durante le proteste del 2014

## Storia
Il Progetto Tamar è stato varato quando il capo esecutivo Donald Tsang che ha annunciato nel 2006 che gli uffici del governo centrale, il Palazzo del Consiglio legislativo e l'Ufficio del direttore generale sarebbero stati trasferiti a Tamar, con la costruzione insieme a questi edifici anche di un parco verde pubblico.
Il governo di Hong Kong ha annunciato quattro piani di progettazione per la costruzione della nuova sede del governo il 26 marzo 2007. La costruzione è iniziata nel febbraio 2008 e la cerimonia di inaugurazione ha avuto luogo il 25 gennaio 2011.
La cerimonia di apertura degli uffici del governo è stata ospitata dal vice primo ministro della Repubblica popolare cinese Li Keqiang il 18 agosto 2011, mente Tamar Park è stato aperto al pubblico il 10 ottobre 2011.